# Leucochlaena leucocera
Leucochlaena leucocera är en fjärilsart som beskrevs av George Francis Hampson 1894. Leucochlaena leucocera ingår i släktet Leucochlaena och familjen nattflyn. Inga underarter finns listade i Catalogue of Life.